# ジョン・ブラハ
ジョン・ブラハ(John Elmer Blaha、1942年8月26日-)は、テキサス州サンアントニオ出身のアメリカ空軍大尉、アメリカ航空宇宙局(NASA)の宇宙飛行士である。スペースシャトル及びミールで5度の宇宙飛行経験を持つ。
妻のブレンダ・I・ウォルタースはミズーリ州セントルイス出身で、3人の子供と4人の孫がいる。小惑星番号22442の小惑星に命名されている（小惑星ブラハ）。

## 教育
1960年にバージニア州ニューフォークのグランビー高校を卒業した。1965年に空軍士官学校で基礎工学の学士号を取り、1966年にパーデュー大学で航空宇宙工学の修士号を取った。

## 空軍
1967年にアリゾナ州のウィリアムズ空軍基地でpilot wingsを取得し、F-4、F-102、F-106、A-37に乗った。ベトナムでは361回の交戦を行った。1971年、カリフォルニア州エドワーズ空軍基地の空軍テストパイロット学校に通い、NF-104Aに乗って10万440フォートまで到達した。卒業後、F-104の教官となり、空軍テストパイロット学校で教えた。1973年、イギリス空軍に配属されてテストパイロットとして働いた。3年間の赴任で、SEPECAT ジャギュア、ブラックバーン バッカニア、BAe ホーク、BAC ジェット・プロヴォスト等に乗った。1976年、空軍指揮幕僚大学に通った。卒業後はアメリカ国防総省本部で働き、F-15及びF-16の研究成果をアメリカ国防総省、アメリカ合衆国国務省、アメリカ合衆国議会に伝えた。34の異なる機体で7,000時間以上の飛行経験を持つ。

## NASA

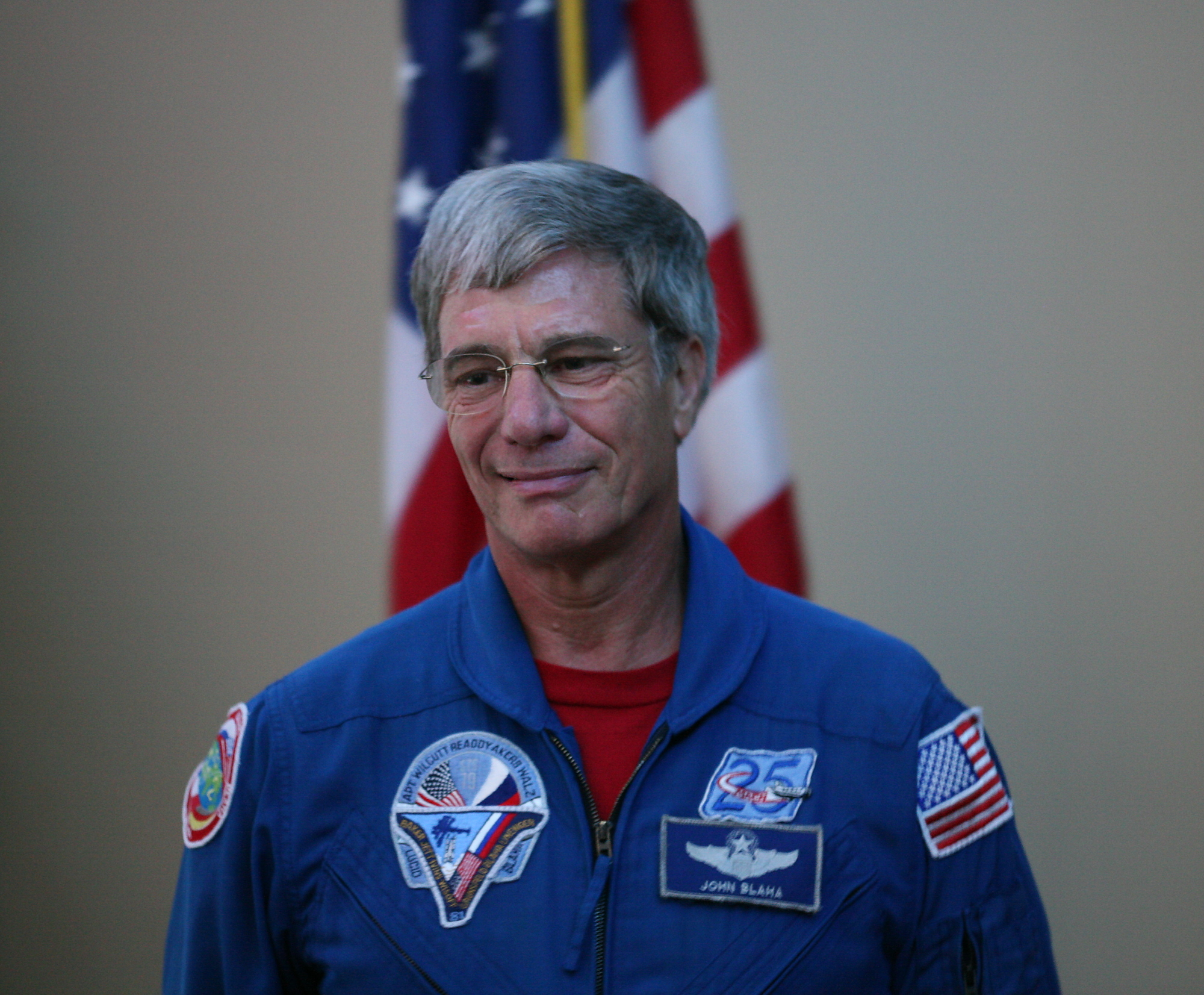
2008年にケネディ宇宙センターで行われたMeet an Astronautイベントの際のジョン・ブラハ

1980年5月に宇宙飛行士候補に選ばれた。パイロットとしてSTS-33とSTS-29、船長としてSTS-58とSTS-48に乗り、ミール第22次長期滞在ではボードエンジニアを務めた。5度のミッションで合計161時間を宇宙で過ごした。
5度のミッションの他にも、ブラハはNASA Space Flight Safety Panelの議長、Mission Management TeamのWeather Manager、NASA Space Shuttle Improvement Panelのメンバー等を務めた。オービタのヘッドアップディスプレイの設計、開発、統合も率いた。さらに、緊急時脱出手順の開発も率い、上昇時の複数エンジン故障の際の乗組員の救命率を著しく高めた。宇宙船のパフォーマンスや制御について多くの論文を書いた。
ブラハは1997年9月にNASAを退職し、故郷のサンアントニオに戻って、USAAの幹部となった。

### 宇宙飛行

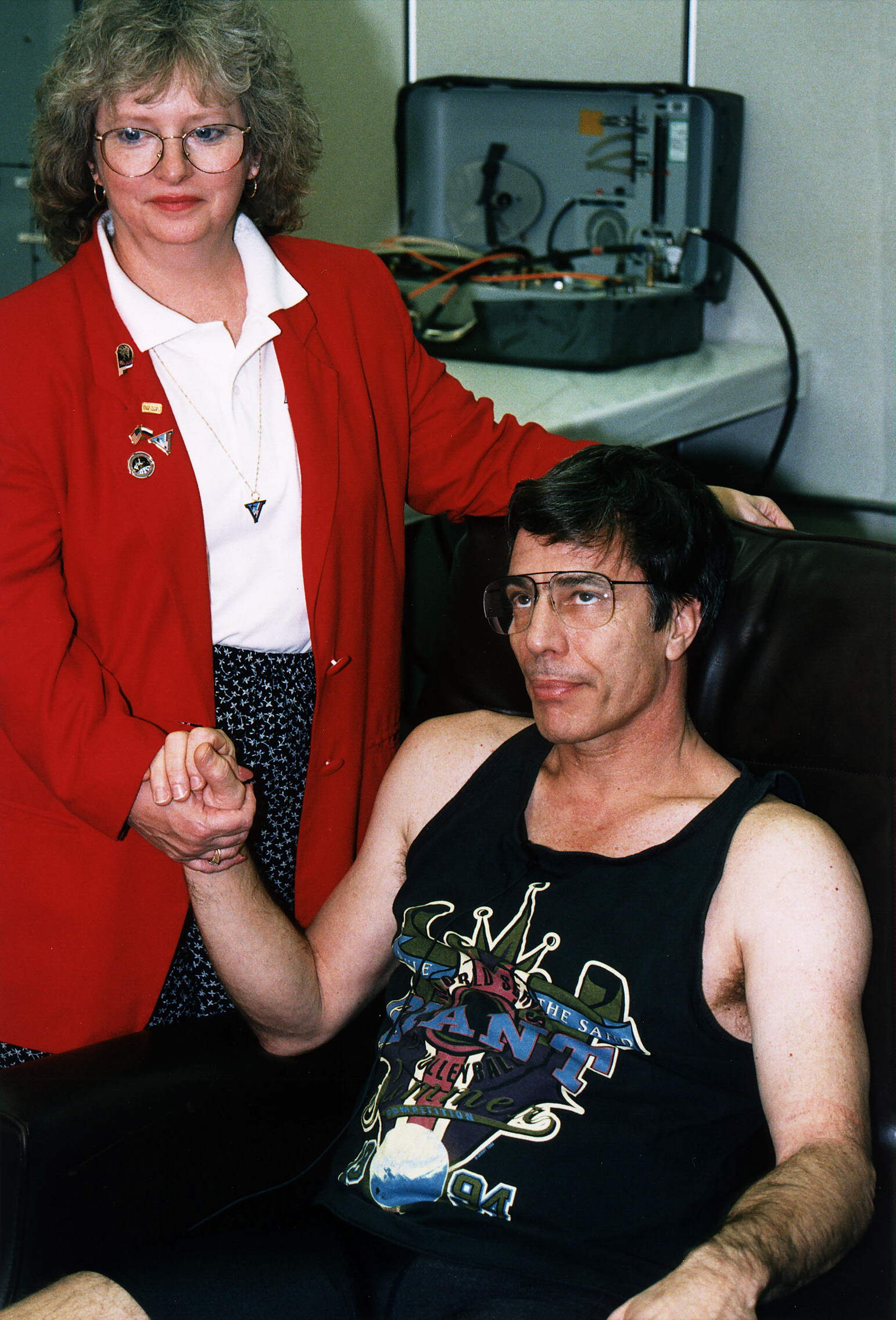
ミールから帰還後のブラハと妻のブレンダ

STS-29では、1989年3月13日にスペースシャトル・ディスカバリーがフロリダ州のケネディ宇宙センターから打ち上げられ、3月18日にエドワーズ空軍基地に着陸した。5人の乗組員が東側のTDRSを展開し、8つの科学/医学実験を行った。
STS-33は、1989年11月22日から27日にかけてディスカバリーで行われた。夜間に打ち上げられ、国防総省やその他のペイロードが運ばれた。地球を79周した後、エドワーズ空軍基地の第4滑走路にハードランディングした。
STS-43は、1991年8月2日から11日にかけてスペースシャトル・アトランティスで行われた。9日間のミッションで、西側のTDRSを展開し、滞在延長型オービターや宇宙ステーションの開発のための物理、材料、生物等の分野の32の実験が行われた。地球を142周した後、ケネディ宇宙センターの第15滑走路に着陸した。
STS-58は、1993年10月18日から11月1日にかけて行われた。スペースシャトル・コロンビアが7人の乗組員を乗せてケネディ宇宙センターから打ち上げられた。記録となる14日間のミッションで、NASA運営から、最も成功して最も効率的なスペースラブの運用が行われたと認識されている。自身の体と48匹のラットを用いて神経前庭、心臓血管、心肺、代謝、筋骨格等の医学実験が行われ、地上及び宇宙飛行中のヒトや動物の生理学に関する知見が深まった。さらに、オービタ上で16の技術試験、滞在延長型オービター上で20の医学実験も行われた。エドワーズ空軍基地の第22滑走路に着陸した。
ブラハは、1994年8月からカリフォルニア州モントレーのアメリカ国防総省語学学校でロシア語の訓練を始め、1995年1月から、ロシアのスターシティにあるガガーリン宇宙飛行士訓練センターで訓練を始めた。1996年9月16日にSTS-79で打ち上げられ、ミールとのドッキング後にミールに移った。ボードエンジニア2として、その後の4か月、材料額、流体額、生物学等の研究を行った。STS-81に乗り込んで、1997年1月22日に地球に帰還した。
投票前にミッションが始まり、帰還が投票後になったため、ブラハは1996年11月の選挙には参加できなかった。1997年、テキサス州は選挙規則を修正し、宇宙からも投票ができるようにした。

## 受賞等
- ディフェンス・スーピアリアサービスメダル
- レジオン・オブ・メリット
- 殊勲飛行十字章 (2)
- w:Defense Meritorious Service Medal
- メリトリアスサービスメダル (3)
- エア・メダル (18)
- w:Commendation Medal
- w:NASA Distinguished Service Medal (2)
- w:NASA Exceptional Service Medal
- w:NASA Space Flight Medal (5)
- w:Air Force Cross (United Kingdom)
- w:Order of Friendship
- w:Gallantry Cross (South Vietnam)
- w:Astronaut Hall of Fame (2008年5月)[2][3]